# Nuray Deliktaş
Nuray Deliktaş (Buca, 1971) es una deportista turca que compitió en taekwondo. Ganó dos medallas en el Campeonato Mundial de Taekwondo en los años 1993 y 1995, y una medalla en el Campeonato Europeo de Taekwondo de 1992.

## Palmarés internacional
| Campeonato Mundial | Campeonato Mundial          | Campeonato Mundial | Campeonato Mundial |
| Año                | Lugar                       | Medalla            | Categoría          |
| ------------------ | --------------------------- | ------------------ | ------------------ |
| 1993               | Nueva York (Estados Unidos) | Medalla de plata   | –55 kg             |
| 1995               | Manila (Filipinas)          | Medalla de bronce  | –55 kg             |
| Campeonato Europeo |                             |                    |                    |
| Año                | Lugar                       | Medalla            | Categoría          |
| 1992               | Valencia (España)           | Medalla de oro     | –55 kg             |